# Гамільтон (аеропорт, Австралія)
Гамільтон — аеропорт, розташований за 12 км від міста Гамільтон, Вікторія, Австралія.

## Авіакомпанії
- Sharp Airlines